# Kay Cannon
Kathryn Ellen Cannon (Chicago, 22 agosto 1974) è una sceneggiatrice e regista statunitense.

## Biografia
Nata a Chicago il 22 agosto 1974 e quinta di sette fratelli, è cresciuta a Custer Park, nell'Illinois. Si è diplomata presso la Reed-Custer High School a Braidwood, Illinois, e ha conseguito la laurea in teatro con un master in pedagogia presso la Lewis University di Romeoville. Nel 2004 ha sposato l'attore comico Jason Sudeikis, la coppia si è separata nel 2008 e ha divorziato nel 2010. Nell'ottobre 2013 ha avuto una figlia, Evelyn Rose "Leni" Russell, avuta dal secondo marito Eben Russell. 
Il suo primo lavoro da sceneggiatrice è stato con la commedia Voices. Ha scritto e co-prodotto anche i sequel del film, Pitch Perfect 2 (2015) e Pitch Perfect 3 (2017). Nel 2018 ha debuttato alla regia con la commedia Giù le mani dalle nostre figlie. Nel 2021 è regista del film Cenerentola, ennesima trasposizione della fiaba di Cenerentola.

## Filmografia

### Regista
- Giù le mani dalle nostre figlie (Blockers) (2018)
- Cenerentola (Cinderella) (2021)

### Sceneggiatrice

#### Cinema
- Voices, regia di Jason Moore (2014)
- Pitch Perfect 2, regia di Elizabeth Banks (2015)
- Pitch Perfect 3, regia di Trish Sie (2017)
- Cenerentola (Cinderella), regia di Kay Cannon (2021)

#### Televisione
- Girlboss – serie TV (2017)